# Club Deportivo Teguise
Club Deportivo Teguise es un club del municipio de Teguise en la isla de Lanzarote España. Actualmente milita en primera división regional, habiendo estado siete años consecutivos en Tercera División, hasta la fecha su mayor logro. Fue fundado en 1949, lo que le convierte en club más antiguo de Lanzarote que haya disputado categoría nacional. Juega sus partidos como local en el campo Los Molinos, con capacidad para 1.500 personas.

## Historia
La página más gloriosa del Club Deportivo Teguise se escribió en la década de 2.000 cuando el equipo lanzaroteño consiguió el ascenso a tercera división, categoría en la que militó durante siete años, siendo su mejor posición el séptimo lugar alcanzado en la temporada 2.007/08. El equipo de Teguise se ha convertido en el tercer equipo lanzaroteño en lo que la historia se refiere por detrás de la UD Lanzarote y el Orientación Marítima ambos de la capital insular Arrecife.

## Estadio
El Club Deportivo Teguise juega sus encuentros como local en el Estadio de Los Molinos, situado en el casco del municipio lanzaroteño. Dicho recinto cuenta con capacidad para 1.500 espectadores.

## Temporadas
| Temporada | División     | Posición | Copa del Rey |
| --------- | ------------ | -------- | ------------ |
| 1981/82   | 3.ª Regional | 1.º      |              |
| 1982/83   | 3.ª Regional | 1.º      |              |
| 1983/84   | 2.ª Regional | 3.°      |              |
| 1984/85   | 2.ª Regional | 7.°      |              |
| 1985/86   | 1.ª Regional | 4.º      |              |
| 1986/87   | 1.ª Regional | 8.º      |              |
| 1987/88   | 1.ª Regional | 12.º     |              |
| 1988/89   | 1.ª Regional | 10.º     |              |
| 1989/90   | 1.ª Regional | 7.º      |              |
| 1990/91   | 1.ª Regional | 1.º      |              |
| 1991/92   | Preferente   | 2.º      |              |
| 1992/93   | Preferente   | 12.º     |              |
| 1993/94   | Preferente   | 7.º      |              |
| 1994/95   | Preferente   | 17º      |              |
| 1995/96   | 1.ª Regional | 4.º      |              |
| 1996/97   | 1.ª Regional | 4.º      |              |
| 1997/98   | Preferente   | 9.º      |              |
| 1998/99   | Preferente   | 11.º     |              |
| 1999/00   | Preferente   | 13.º     |              |
| 2000/01   | Preferente   | 14º      |              |
| 2001/02   | Preferente   | 2.º      |              |
| 2002/03   | 3.ª División | 15.º     |              |
| 2003/04   | 3.ª División | 10.º     |              |
| 2004/05   | 3.ª División | 17.º     |              |
| 2005/06   | 3.ª División | 9.º      |              |
| 2006/07   | 3.ª División | 13.º     |              |
| 2007/08   | 3.ª División | 7.º      |              |
| 2008/09   | 3.ª División | 20.º     |              |
| 2009/10   | Preferente   | 10.º     |              |

| Temporada | División     | Posición | Copa del Rey |
| --------- | ------------ | -------- | ------------ |
| 2010/11   | Preferente   | 14.º     |              |
| 2011/12   | Preferente   | 17.º     |              |
| 2012/13   | 1.ª Regional | 6.º      |              |
| 2013/14   | 1.ª Regional | 7.º      |              |
| 2014/15   | 1.ª Regional | 6.º      |              |
| 2015/16   | 1.ª Regional | 2.º      |              |
| 2016/17   | Preferente   | 18.º     |              |
| 2017/18   | 1.ª Regional | 5.º      |              |
| 2018/19   | 1.ª Regional | 5.º      |              |
| 2019/20   | 1.ª Regional | 6.º      |              |
| 2020/21   | 1.ª Regional | 10.º     |              |
| 2021/22   | 1.ª Regional | 9.º      |              |
| 2022/23   | 1.ª Regional | 8.º      |              |
| 2023/24   | 1.ª Regional | 10.º     |              |

### Datos del Club
- Temporadas en 3ªDivisión: 7
- Temporadas en Preferente: 13
- Temporadas en 1ªRegional: 19
- Temporadas en 2ªRegional: 4